# Dasispermum suffruticosum
Dasispermum suffruticosum är en flockblommig växtart som först beskrevs av Peter Jonas Bergius, och fick sitt nu gällande namn av Brian Laurence Burtt. Dasispermum suffruticosum ingår i släktet Dasispermum och familjen flockblommiga växter. Inga underarter finns listade i Catalogue of Life.